# كأس رئيس السلفادور
كأس رئيس السلفادور (بالإسبانية: Copa Presidente)‏ ، هي كأس رئيس دولة السلفادور الرسمية لكرة القدم، أسست سنة 1999م وتشارك فيه الأندية المحلية المسجلة رسميا لاتحاد السلفادور لكرة القدم.

## وصلات خارجية
- http://www.elsalvador.com/noticias/2006/11/23/deportes/dep1.asp
- السلفادور - List of Cup Finals, RSSSF.com